# Trileçe

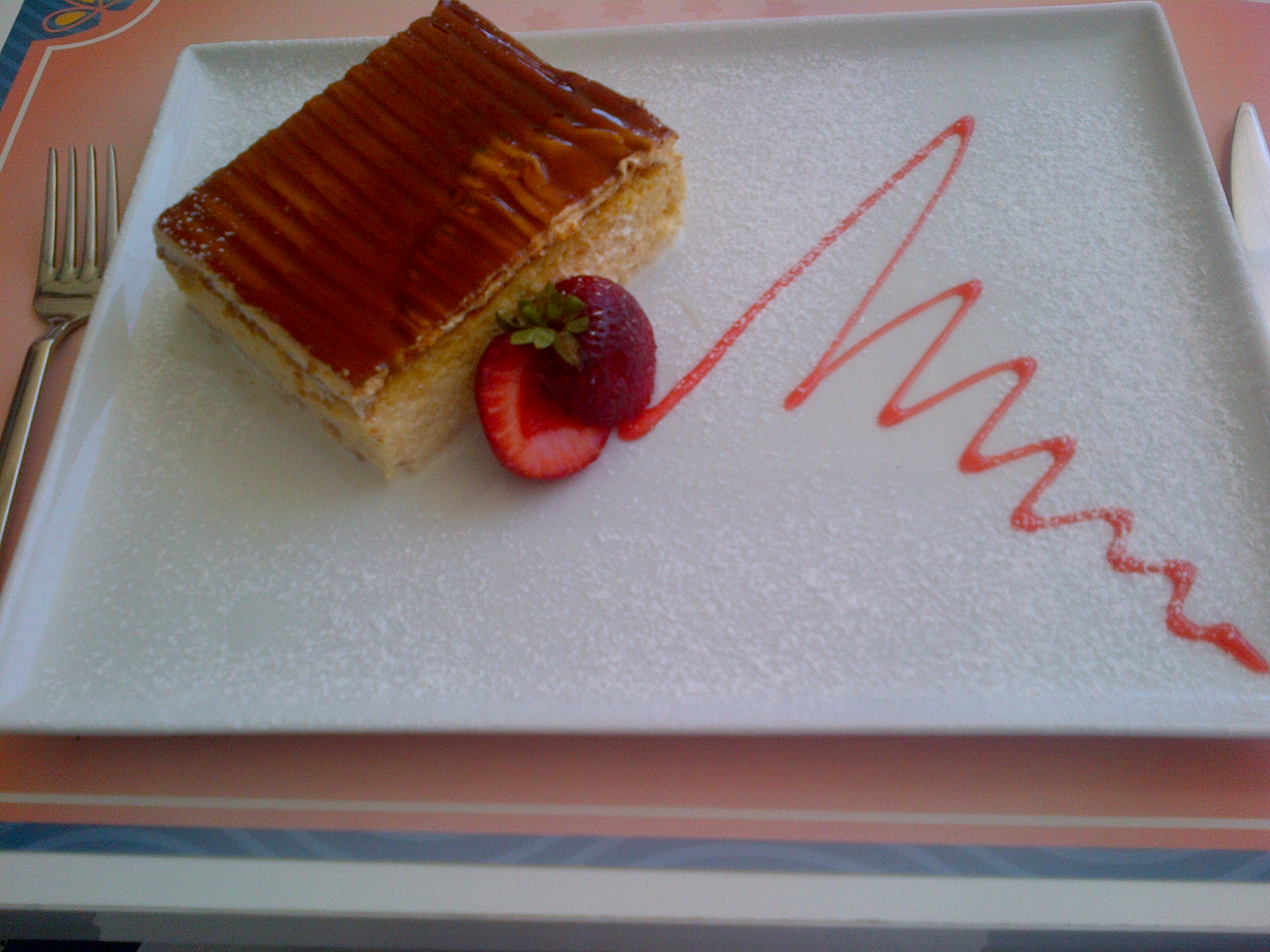
Trileçe amb salsa caramel.

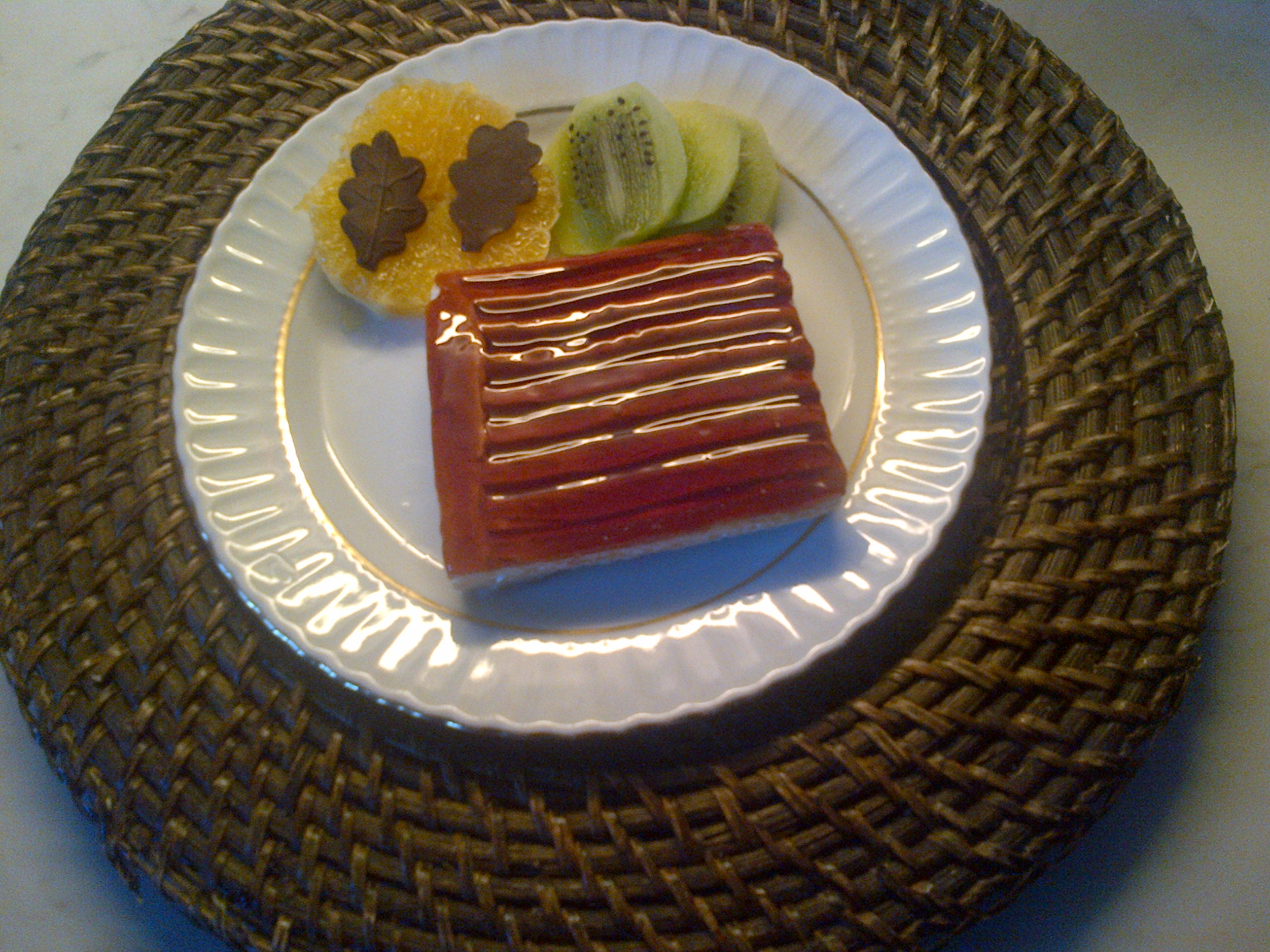
Trileçe amb fruits

Trileçe (pron. triletxe) és la versió turca de la coca o el pastís de tres llets de la cuina de l'Amèrica Llatina.
Generalment es fa amb un pa de pessic (en turc, "pandispanya") banyat amb una crema, a la manera del púding. A Turquia aquestes postres han guanyat popularitat en els últims anys.